# سیارک ۱۴۶۹
سیارک ۱۴۶۹ (به انگلیسی: 1469 Linzia، نامگذاری:1938QD) هزار و چهارصد و شصت و نهمین سیارک کشف شده‌است که در ۱۹ اوت ۱۹۳۸ و در هایدلبرگ کشف شد.
قدر مطلق سیارک برابر ۹٫۶۰ است.